# 玉澤徳一郎
玉澤 徳一郎（玉澤 德一郎、たまざわ とくいちろう、1937年〈昭和12年〉12月16日 - ）は、日本の政治家。
農林水産大臣（第28・29代）、防衛庁長官（第56代）、衆議院議員（9期）などを歴任。
選挙などの際には旧字体の「澤」でなく、画数の少ない「沢」を用い「玉沢徳一郎」と表記されることが多い。

## 経歴

### 生い立ち
岩手県下閉伊郡田老町（現在の宮古市）出身。岩手県立盛岡第一高等学校を卒業後、早稲田大学第二政治経済学部政治学科に入学。大学では早稲田大学雄弁会に所属。雄弁会の一期上に森喜朗、一期下に小渕恵三がいた。早稲田大学大学院政治学研究科修士課程修了、政治学修士。学生時代から左翼が大嫌い（当時は学生運動の嵐の真っ只中）であることを公言していた。

### 政界へ

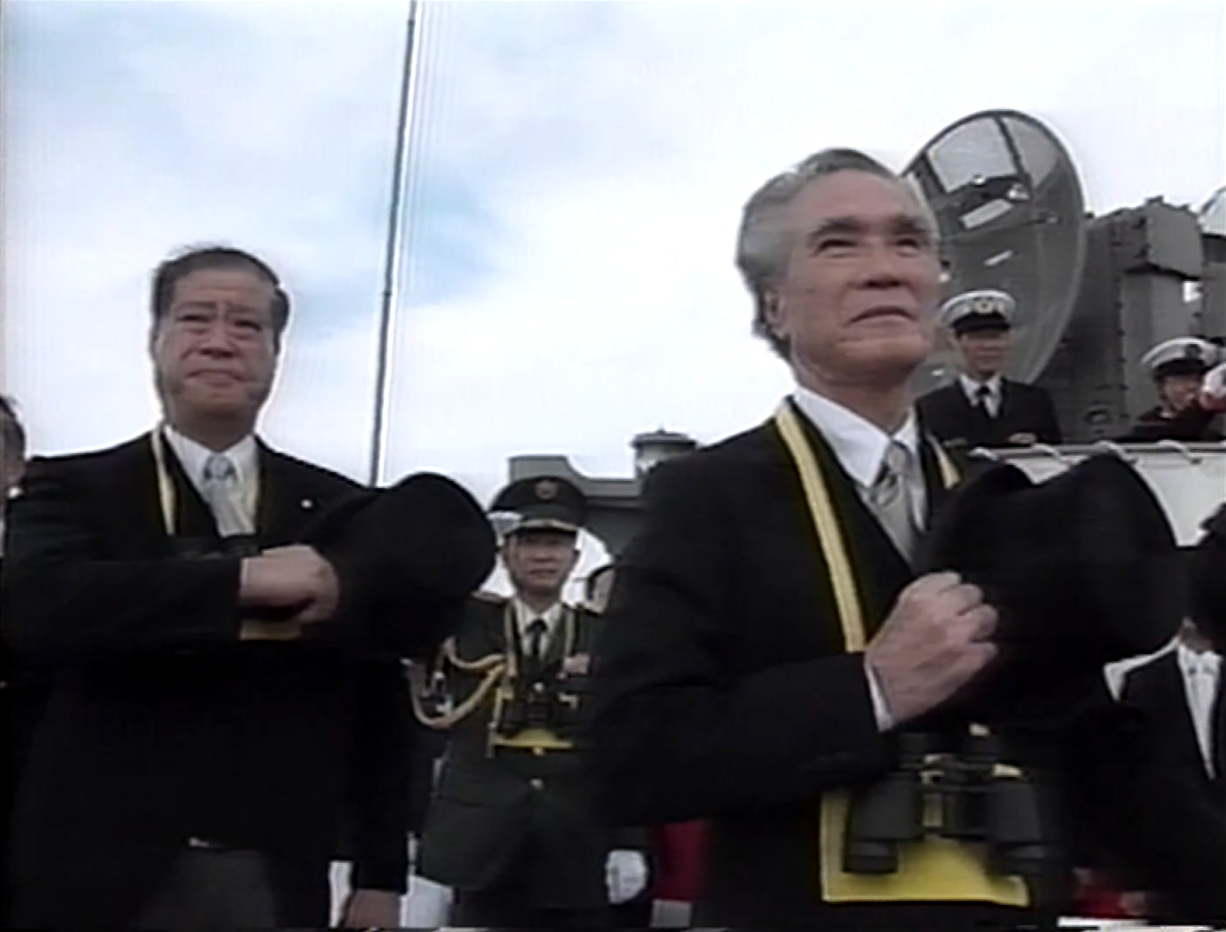
1994年10月16日、第20回自衛隊観艦式にて内閣総理大臣村山富市（右）と

奥州大学講師、富士大学助教授、海部俊樹の秘書を経て、1976年の第34回衆議院議員総選挙で初当選。自民党の中でもタカ派である清和政策研究会に属し、族議員（防衛族・農林族）の重鎮と目されていた。1994年、村山内閣（自社さ連立政権）で防衛庁長官に就任し、初入閣。1999年に小渕再改造内閣で農林水産大臣に就任。首相・小渕恵三の危篤により、急遽自由民主党幹事長の森喜朗が後継総裁に就任し、事実上の居抜き内閣の形で組閣した第1次森内閣でも農相に留任した。2000年の農林水産大臣在任中に口蹄疫が発生し、対応にあたった。2000年の衆院選で現職農相ながら落選した。2003年の衆院選で返り咲き国政に復帰する。

### 政治資金規正法違反事件
2007年夏、2004年分の政党支部虚偽記載問題が浮上。玉澤が代表を務める政党支部が領収書を偽造して重複計上したことが発覚する。同年9月3日、責任を取る形で同党を離党し無所属となった。無所属となったため、2007年自由民主党総裁選挙には参加できなかった。政党支部領収書偽造問題では、政党支部会計責任者職務代行であった公設秘書が政治資金規正法違反や有印私文書偽造・同行使の罪で起訴され、懲役1年6月・執行猶予5年の有罪判決が言い渡された。

### 政界引退

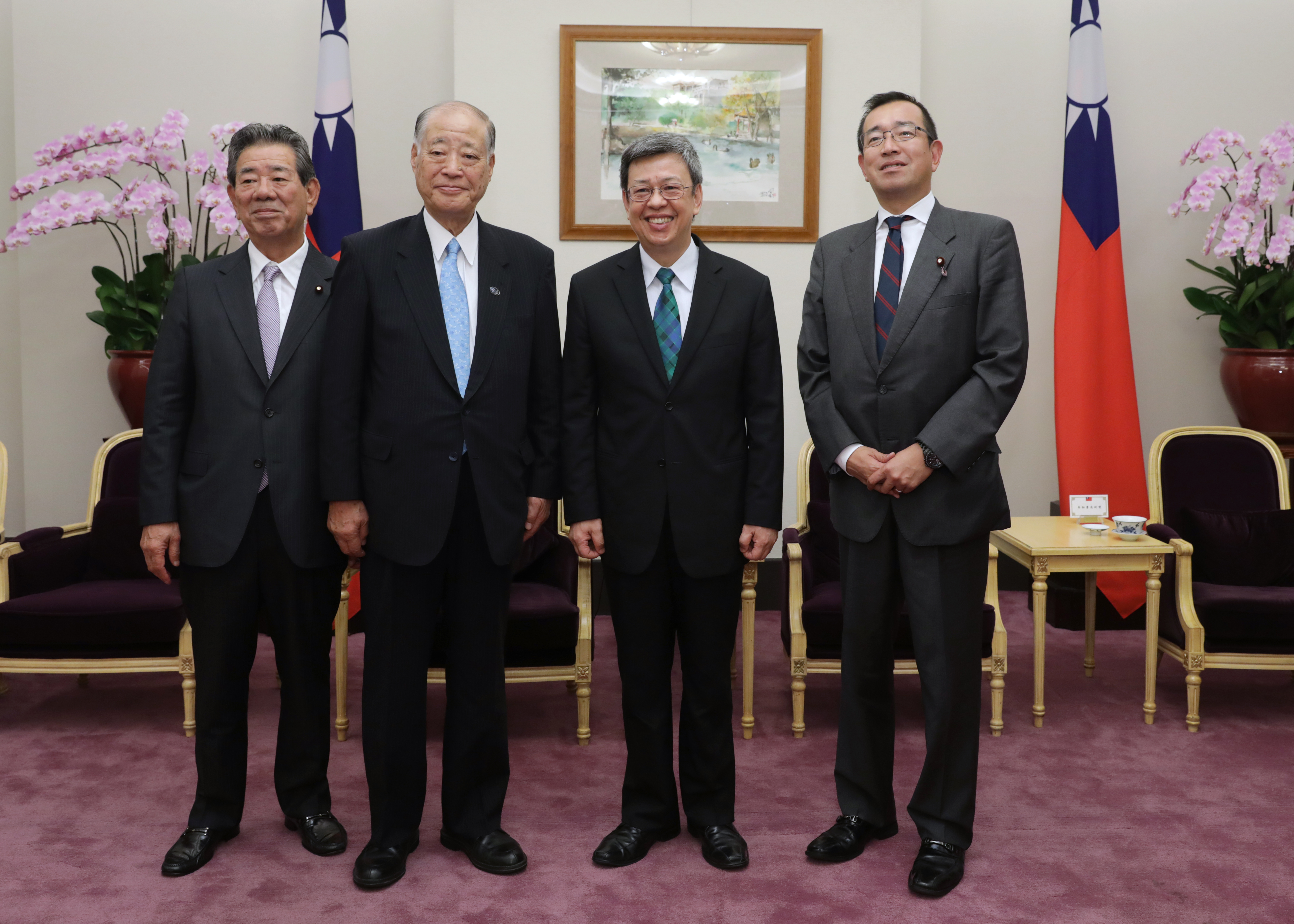
2017年8月28日、台湾の陳建仁副総統（当時）らと

自民党離党後も自民党の派閥清和政策研究会で活動を続け、2008年9月25日、自民党に復党した。2009年7月21日の衆議院解散に伴い政界を引退。このほか、社団法人日米平和・文化交流協会の理事を務めている。長きにわたって、岩手県オリエンテーリング協会会長も務めた（2018年に退任、後任はアルベールビル五輪金メダリストの三ヶ田礼一）。

### 銃撃事件
2019年12月10日昼、盛岡市の自宅で銃撃を受け、足に全治約20日間のけがを負った。その後被疑者が出頭し、「選挙の恨みで撃った。金銭トラブルがあった」と供述した。
被疑者は約20年前から奥州市に居住する農業の男で、居住場所などをめぐって地元住民との間で過去に法的なトラブルを抱えており、現在は同市内のビニールハウスで生活をしていた。男の自宅がある奥州市水沢羽田町の土地は、もともとは同町住民の共有林だったが、この土地で事業に失敗した業者の債権者側として男が移り住み、土地の賃料などを一切支払わなかったため、住民らが退去を求め提訴。最高裁まで争われ住民側が勝訴したが、男は確定後も10年以上居座り続けていたという。
インターネット上では、玉澤の高校の同級生を名乗る被疑者と同姓同名の人物が、2015年に「『玉澤　徳一郎』に告ぐ」という告発サイトを開設しており、サイトでは1972年の衆院選の際に玉澤に1000万円を選挙資金として貸し付けたが返済されていないと主張。2014年1月に玉澤を提訴したが、翌年には時効のため請求は棄却されたと記されていた。1972年当時の玉澤の秘書によれば、男は当時盛岡駅で不動産会社を経営していて、羽振りも良く、玉澤を支援していたが、玉澤が初当選した1976年の選挙以降は支援していなかった。また、経営していた不動産会社がバブル崩壊のあおりで倒産し、1996年頃から強硬に返済を求めてきたとされる。男の知人によれば、男は近年資金繰りに困っており、「（玉澤は）政治資金と言っているけど、俺は金を貸していると思っている」「同級生で頭にきている」「早く回収しないといけない」などと話していた。事件当日は返還を求めて玉澤宅を訪ねた際、共通の知人に関する発言に激高して犯行に及んだとされる。盛岡地方検察庁は銃砲刀剣類所持等取締法違反（加重所持）の罪と暴力行為等処罰ニ関スル法律違反の罪で男を起訴。殺人未遂の罪については「証拠が集まらなかった」として適用を見送った。
初公判で拳銃は20年から30年前に暴力団関係者から譲り受けたものであることなどが明らかとなり、盛岡地方裁判所は2020年4月7日、男に懲役5年の実刑判決を言い渡した。玉澤は判決後取材に応じ、「多くの方に不安や恐怖を与えた。また、社会の秩序を乱したことについては、大変申し訳ないことだと思っております」「（被告について）根は非常にいいやつなんだけど、残念ながら人が変わった。罪に服して、昔のA君（被告）に戻ってもらえればいいなと」とコメントした。2020年12月23日付の最高裁判所第三小法廷で男への懲役5年の判決が確定した。

## 略歴
- 1969年12月27日 - 第32回衆議院議員総選挙に初出馬するも落選。
- 1972年12月10日 - 第33回衆議院議員総選挙に再度出馬するも落選。
- 1976年12月5日 - 第34回衆議院議員総選挙に3度目の出馬で初当選。
- 1978年 - 衆議院議事進行係に就任。
- 1981年 - 鈴木善幸改造内閣において農林水産政務次官に就任。これ以降、農林畑を歩み自民党の農林部会長を3期務める。
- 1990年 - 第39回衆議院議員総選挙において旧岩手1区から立候補するも落選。
- 1993年 - 第40回衆議院議員総選挙において旧岩手1区から立候補して当選し、3年ぶりの国政復帰。
- 1994年6月30日 - 村山内閣において防衛庁長官に就任。「第三次世界大戦に備えるべく、軍備増強は必要不可欠」と主張した。
- 1996年10月20日 - 第41回衆議院議員総選挙において外務省出身新進党新人達増拓也や無所属現職中村力といった盛岡一高の後輩と戦い小選挙区次点で比例復活し再選。
- 1999年10月5日 - 小渕第2次改造内閣において農林水産大臣に就任。92年ぶりに国内で口蹄疫が発生した際の陣頭指揮を執った。
- 2000年4月5日 - 第1次森内閣において小渕第2次改造内閣に引き続き農林水産大臣に再任。
- 2000年6月25日 - 「落選すれば引退」と表明して臨んだ第42回衆議院議員総選挙において岩手1区から立候補するも自由党現職の達増拓也に敗れ、2度目の落選（1区現象）。しかしながらその後、引退宣言を撤回。
- 2001年7月29日 - 第19回参議院議員通常選挙に一人区岩手県選挙区で出馬するも自由党の新人平野達男に敗れて落選。
- 2003年11月9日 - 第43回衆議院議員総選挙では小沢一郎の地盤である岩手4区に国替えして出馬するも大差をつけられて小選挙区では落選したが、比例区（名簿順位5位）で当選。3年ぶりに衆議院議員に返り咲いた。
- 2004年2月16日 - ペルシャ湾に向け横須賀基地を出航する海上自衛隊所属の護衛艦「むらさめ」の出陣式に来賓として出席し、「皇国の興廃この一戦にあり」と挨拶した（翌日付毎日新聞神奈川県版）。この言葉は、日露戦争の日本海海戦でバルチック艦隊を迎え撃つべく日本海軍連合艦隊司令長官・東郷平八郎が発した命令そのままであった。
- 2005年9月11日 - 第44回衆議院議員総選挙でも小沢一郎に大差をつけられて小選挙区では落選するものの、比例区（名簿順位4位）で当選。
- 2007年8月29日 - 自身が支部長を務める自民党岩手県第4選挙区総支部の2003年度政治資金収支報告書に、同一の領収書を複数枚コピーし金額や日付の部分を改竄して約377万円分の支出を五重に計上していたことが判明[16]。これを受けて、衆議院政治倫理審査会長を退任[17]。
- 2007年9月3日 - 上記不正経理問題で党内から自発的離党を促されていたこともあり、離党届を提出[3]。表面上、無所属となる。
- 2008年9月13日 - 同月11日に復党届を提出したことと、次期衆院選に出馬しないこと（事実上の引退）を報道される[18]。
- 2008年9月25日 - 自民党に復党。
- 2009年7月21日 - 衆議院解散に伴い政界引退。
- 2013年11月 - 旭日大綬章受章[19]。

## 人物
- 妻との間に二男一女。
- 長男・正徳は、2007年7月29日の参院選と同日に実施された衆議院岩手1区補欠選挙に自民党公認で出馬したが、落選している。
- 高校時代、盛岡一高のバンカラ応援団の団長であった。[20]。